# Peter Sandhofe
Peter Sandhofe (* 25. Oktober 1957 in Datteln) ist ein ehemaliger Fußballtorhüter, -trainer und ist heute erster Vorsitzender von Schwarz-Weiß Meckinghoven.

## Jugendlaufbahn
Peter Sandhofe war bis zur B-Jugend beim Dattelner Vorortverein Schwarz-Weiß Meckinghoven aktiv. Im Jahre 1973 lockte der FC Schalke 04 ihn in seine Jugendmannschaft. Es dauerte nicht lange, bis er eine absolute Stütze der A-Jugend-Mannschaft wurde und es folgten bald erste Spiele für die Westfalenauswahl. Auf Grund guter Leistungen in dieser kam er zu insgesamt sechs Jugendländerspielen. Highlights in seiner Jugendkarriere waren sicher die beiden Finals um die deutsche A-Jugendmeisterschaft, in denen er im Tor stand. Das erste Endspiel 1974/75 ging gegen den Außenseiter VfB Stuttgart noch klar verloren, das zweite Endspiel gegen RW Essen ein Jahr später wurde souverän mit 5:1 gewonnen.

## Karriere
In der Saison 1976/77 kam Peter Sandhofe mit großen Vorschusslorbeeren in Schalkes Profi-Kader, sammelte zunächst aber Spielpraxis in der Amateurmannschaft. Bei den Profis stand er in den ersten zwei Jahren allerdings im Schatten von Keepern wie Enver Marić, Günther Schubert und Volkmar Groß. Er hegte Wechselgedanken, doch Stammtorhüter Volkmar Groß kam immer mehr in die Kritik und musste sich einer Knieoperation unterziehen. So bekam der damals 21-jährige Sandhofe seine Chance und konnte sie gegen Eintracht Frankfurt prompt nutzen. Diese Leistung übertraf er am nächsten Spieltag gegen den FC Bayern München noch einmal. Allerdings gelang es ihm nicht, die Serie fortzusetzen. Auch wenn Schalkes Präsident Günter Siebert versicherte, dass den Wechselgerüchten um Nationaltorhüter Norbert Nigbur kein Glauben geschenkt werden dürfe, wechselte genau dieser zu den Knappen. Somit rückte Sandhofe wieder auf die Ersatzbank und kam nur noch einige Male zum Einsatz, schaffte es aber sogar noch einmal in die Kicker-Elf des Tages. Den Abstieg der Schalker in die 2. Bundesliga verfolgte er auf Grund einer gebrochenen Hand vom Krankenbett aus, blieb dem Verein auch in Liga 2 treu. Nach dem Wiederaufstieg fiel Stammkeeper Nigbur am elften Spieltag in Ungnade, aber der Verein vertraute nicht auf Sandhofe, sondern verpflichtete den beim FC Bayern München aussortierten Walter Junghans. Nach dem erneuten Abstieg in der folgenden Saison wechselte Sandhofe für eine Spielzeit zum damaligen Oberligisten TuS Schloß Neuhaus und danach spielte er fünf Jahre beim 1. FC Recklinghausen. Danach wechselte er zu seinem Stammverein Meckinghoven zurück, bei dem er noch jahrelang als Trainer arbeitete.

## Erfolge
- deutscher A-Jugend-Vizemeister (1974/75)
- deutscher A-Jugendmeister (1975/76)
- deutscher Vizemeister (1976/77)

## Sonstiges
- Vom Kicker wurde Sandhofe am 8. Spieltag der Saison (1980/81) in die "Elf des Tages" gewählt.

## Zitate
„Ein sehr sachlicher Mann, im Herauslaufen besser als die anderen. Und er hält die Bälle fest.“

„Sprunggewaltig und mit hervorragenden Reflexen ausgestattet (...)“

„Mann ohne Nerven“

„Peter Sandhofe zählte zu den hoch gelobten Talenten, denen der Durchbruch verwehrt blieb.“